# قلعه برجک رگ آسیاو
قلعه برجک رگ آسیاو مربوط به عصر مس تا سده‌های اولیه دوران‌های تاریخی پس از اسلام است و در شهرستان دره‌شهر، بخش مرکزی، دهستان ارمو، ۳۰۰ متری جنوب روستای شیخ مکان واقع شده و این اثر در تاریخ ۳۰ بهمن ۱۳۸۶ با شمارهٔ ثبت ۲۱۰۱۲ به‌عنوان یکی از آثار ملی ایران به ثبت رسیده است.